# Caphyra alcyoniophila
Caphyra alcyoniophila is een krabbensoort uit de familie van de Portunidae. De wetenschappelijke naam van de soort is voor het eerst geldig gepubliceerd in 1938 door Monod.